# Szobakő-barlang
A Szobakő-barlang a Balaton-felvidéki Nemzeti Park területén található egyik, dolomitban kialakult barlang. Turista útikalauzokban is ismertetve van.

## Leírás
Balatongyörök külterületén, a település központjától 4 km-re É-ra, a Szoba-kő Ny-i oldalában helyezkedik el. A Balatongyörökről induló sárga sáv jelzésű turistaúttól nem messze van a magas bejárata. A barlang földrajzi helyét a Keszthelyi-hegység turistatérképek barlangjellel és a barlang nevének kiírásával jelölik. Karni dolomitsziklában jött létre. Egy 6 m-es fülkéből áll.
1975-ben volt először Szobakő-barlangnak nevezve a barlang az irodalmában. Előfordul irodalmában Balatongyöröki Szobakő-barlang (Bertalan 1976), Szoba-kő (Bertalan, Schőnviszky 1976), Szobakő (Margittay 1942), Szoba kő (Jankó 1902), Szobakő barlang (Szentes 1957), Szoba-kő-barlang (Mészáros 1983), Szobakőbarlang (Szentes 1957), Szoba-kői-barlang (Eszterhás 1984), Szobakü (Dornyay 1954), Szobakű (Pápa 1965) és Szobakű-barlang (Pápa 1965) neveken is.

## Kutatástörténet
Jankó János 1902-ben megjelent művében meg van említve, hogy a Szoba kő Meszes-Györökön található. Margittay Rikárd 1942-ben kiadott két publikációjában az van írva, hogy a Balatongyörök közelében lévő Fekete-hegy alján van egy barlang, a Szobakő (a Balatoni Kurir szerint szobakő). Ez egyetlen helyiségből áll, amelynek alapterülete kb. 7×3 m, magassága 7–8 m. Az 1954. évi Földrajzi Értesítőben megjelent tanulmányban Dornyay Béla megemlítette, hogy a balatongyöröki Szobakü dolomitba vájt szép kis hasadékbarlangja hidrotermális hatásokat mutat. A Magyar Állami Földtani Intézet Évkönyve 1957. évi évfolyamában szó van arról, hogy az 5 m magas, 3 m széles és 7 m mély Szobakő barlang vetősík mentén jött létre. Az Ederics-hegy Ny-i oldalán nyílik a Szobakőbarlang.
Az 1965. évi Karszt- és Barlangkutatási Tájékoztatóban publikált és Dornyay Béláról szóló nekrológban az olvasható, hogy a Balaton és környéke című útikönyvben Dornyay Béla bemutatja a Szobakű-barlangot. Dornyay Béla leírta a Szobakü szó eredetét. Szobakü neve nem a mai értelemben vett szobára vonatkozik, hanem alakjánál fogva is inkább a szoba régi jelentésére: a kemencére. Vagyis a Szobakű és másutt a Peskő azonos fogalmak. Az 1975. évi Földtani Kutatásban közölve lett, hogy a Keszthelyi-hegység nagy részére kiterjedő balaton-felvidéki természetvédelmi-tájvédelmi körzet eleve védettséget nyújt a hegység K-i részében lévő földtanilag is védendő objektumoknak, pl. a Szobakőnek.
Az 1975. évi Földrajzi Értesítőben napvilágot látott értekezésben arról van szó, hogy a Szobakő-barlang Balatongyöröktől É-ra helyezkedik el. A karni dolomitban lévő barlang tulajdonképpen egy nyitott törés karsztos kioldásával létrejött nagyméretű (6 m hosszú és 7 m magas) kőfülke. A Szobakő-barlangnál sokkal kisebb a Vállusi Vadlán-lik, amely szintén kőfülke. A Bertalan Károly és Schőnviszky László által összeállított, 1976-ban megjelent Magyar barlangtani bibliográfia barlangnévmutatójában meg van említve a Keszthelyi-hegységben, Balatongyörökön lévő barlang Szoba-kő néven. A barlangnévmutatóban fel van sorolva 3 irodalmi mű, amelyek foglalkoznak a barlanggal.
Az 1976-ban befejezett Magyarország barlangleltára című kéziratban az olvasható, hogy a Keszthelyi-hegységben és a Bakonyban, Balatongyörökön elhelyezkedő Szobakü másik neve Balatongyöröki Szobakő-barlang. Balatongyöröktől É-ra 5 km-re, a Fekete-hegy tövében található. Kb. 276 m tszf. magasságban van a bejárata. A barlang egy dolomithasadék, amely 7 m hosszú, 3 m széles és 7–8 m magas. Bagolytanya. A kézirat barlangra vonatkozó része 6 irodalmi mű alapján lett írva.
Az 1979. évi Geologica Hungarica Series Geologica című kiadványban szó van arról, hogy Keszthelyi-hegység nagy részére kiterjedő balaton-felvidéki természetvédelmi-tájvédelmi körzet eleve védettséget nyújt a hegység K-i részében lévő földtanilag is védendő objektumoknak, pl. a Szobakő-barlangnak. A Szobakő barlang Balatongyöröktől É-ra helyezkedik el. A karni dolomitban lévő barlang tulajdonképpen egy nyitott törés karsztos kioldásával létrejött nagyméretű (6 m hosszú és 7 m magas) kőfülke. A Szobakő-barlangnál sokkal kisebb a Vállusi Vadlán-lik, amely szintén kőfülke. A Szobakő-barlang melletti feltárásban miohalin és oligohalin faunaegyüttesek, valamint szintek váltogatják egymást.
Az 1983-ban megjelent útikalauzban lévő ismertetés szerint Balatongyörök határában, a településtől 4 km-re É-ra, a Szoba-kő Ny-i oldalában, a sárga jelzésű turistaút mellett található a Szoba-kő-barlang. Dolomitsziklában keletkezett, magas bejáratú barlang, amely egy 6 m-es fülkéből áll. Az 1984-ben kiadott Lista a Bakony barlangjairól című összeállítás szerint a Keszthelyi-hegységben, a 4440-es barlangkataszteri tájegységben, Balatongyörökön helyezkedik el a Szoba-kői-barlang, amelynek további nevei Szoba-kő-barlang, Szoba-kő. A karsztos barlang 6 m hosszú és 7 m magas. Az 1984-ben napvilágot látott Magyarország barlangjai című könyv országos barlanglistájában szerepel a barlang Szobakü néven Balatongyöröki Szobakő-barlang névváltozattal. A listához kapcsolódóan látható a Déli-Bakony, a Balaton-felvidék és a Keszthelyi-hegység barlangjainak földrajzi elhelyezkedését bemutató 1:500 000-es méretarányú térképen a barlang földrajzi elhelyezkedése.
Szabó István 1987-ben megjelent tanulmányában közölve lett, hogy a Keszthelyi-fennsík egyik dolomitban létrejött hasadékos barlangja a Szobakő barlangja, amely a Márványkőfejtő alatt van. A Plecotus Barlangkutató Csoport 1994. évi jelentésének 2. kötetében lévő fotódokumentáció részben látható egy színes fénykép (1. kép), amelyen a Szobakő-barlang bejárata figyelhető meg. 2004. július 29-én Futó János szerkesztette meg a 4440-es barlangkataszteri területen, Balatongyörökön lévő barlang alaprajz térképét két keresztmetszettel és hosszmetszet térképét. A térképek elkészítéséhez Futó János mérte fel a barlangot. A felmérés alapján a barlang 14 m hosszú és 0 m mély. A 2012. évi e-Acta Naturalia Pannonica-ban meg van említve, hogy az Echiniscus blumi blumi és a Macrobiotus hufelandi hufelandi nevű medveállatka fajok egyik lelőhelye a Szobakő (Zala megye, Keszthelyi-hegység, Balatongyörök, XM78).

## További irodalom
- Bertalan Károly: Bakonyi barlangok adatgyűjteménye. Kézirat. Veszprém, Budapest. 1932–1976. (A kézirat megtalálható az Országos Környezet- és Természetvédelmi Hivatal adattárában.)
- Dornyay Béla – Vigyázó János: Balaton és környéke részletes kalauza. Budapest, 1934.
- Darnay-Dornyay Béla – Zákonyi Ferenc: Balatonfelvidék útikalauz. Budapest, Sport, 1955.
- Dornyay Béla – Zákonyi Ferenc: Balaton útikalauz. Budapest, 1957.
- Szentes Ferenc: Jelentés az 1952. évben Magyarországon a Keszthelyi-hegységben végzett bauxitkutató munkálatokról. Kézirat. Balatonalmádi, 1953. 75 old. (A kézirat megtalálható a Magyar Állami Földtani Intézet Adattárában.)
- –: Balaton. 1:50 000 (Turistatérkép két lapon.) Budapest, 1939. Tervezte a M. kir. Honvéd Térképészeti Intézet. (Jelzi a helyét.)